# Sarah Grey
Sarah Grey (Nanaimo, 19 maggio 1996) è un'attrice canadese.
Nota per il ruolo di Alyssa, la protagonista della serie horror di Netflix, The Order.

## Biografia
Sarah Gray nasce nel 1996 a Nanaimo, Canada.

## Carriera
Gray è apparsa in spettacoli come Almost Human e Bates Motel nel ruolo della giovane Norma Bates. Il suo primo ruolo cinematografico è arrivato nel 2013, quando ha ottenuto la parte della figlia Julia di Jennifer Beals nel film Cinemanovels, che è stata una selezione ufficiale del 2013 per il Toronto International Film Festival. Nell'agosto 2016, Gray è stata annunciata nel ruolo di Courtney Whitmore/Stargirl nella seconda stagione della serie televisiva The CW, Legends of Tomorrow. Nell'aprile 2018, Gray è stata scelta per la serie tv di orrore di Netflix, The Order, nel ruolo della protagonista femminile Alyssa Drake.

## Filmografia

### Cinema
- Cinemanovels, regia di Terry Miles (2013)
- L'abbraccio del vampiro (Embrace of the Vampire), regia di Carl Bessai (2013)
- Resta anche domani (If I Stay), regia di R.J. Cutler (2014)
- Last Night in Suburbia, regia di Richard Ian Cox (2017)
- Power Rangers, regia di Dean Israelite (2017)
- Da ciao ad addio (Hello, Goodbye and Everything in Between), regia di Michael Lewen (2022)
- The Accursed, regia di Kevin Lewis (2022)

### Televisione
- Almost Human – serie TV, episodio 1x10 (2013)
- Bates Motel – serie TV, episodio 2x04 (2014)
- Fatal Friends, regia di Jason Bourque – film TV (2015)
- Vampiro per caso (Liar, Liar, Vampire), regia di Vince Marcello – film TV (2015)
- La giustizia di una madre (Her Own Justice), regia di Jason Bourque – film TV (2015)
- iZombie – serie TV, episodio 2x17 (2016)
- Lucifer – serie TV, episodio 1x12 (2016)
- La marcia nuziale (The Wedding March), regia di Neill Fearnley – film TV (2016)
- Motive – serie TV, episodio 4x07 (2016)
- Wayward Pines – serie TV, episodio 2x09 (2016)
- Mommy's Secret - Il segreto di mia madre (Mommy's Secret), regia di Terrance Miles – film TV (2016)
- Legends of Tomorrow – serie TV, 3 episodi (2016)
- La marcia nuziale 2 - Il resort dell'amore (Wedding March 2: Resorting to Love), regia di David Weaver – film TV (2017)
- Story of a Girl, regia di Kyra Sedgwick – film TV (2017)
- La marcia nuziale 3 - Arriva la sposa (Wedding March 3: Here Comes the Bride), regia di David Weaver – film TV (2018)
- Sidelined, regia di Max McGuire – film TV (2018)
- Quando chiama il cuore (When Calls the Heart) – serie TV, episodio 5x08 (2018)
- C'era una volta (Once Upon a Time) – serie TV, episodio 7x21 (2018)
- Le indagini di Hailey Dean (Hailey Dean Mystery) – serie TV, episodio 1x05 (2018)
- Un amore possessivo (No One Would Tell), regia di Gail Harvey – film TV (2018)
- The Order – serie TV, 20 episodi (2019-2020)
- Omicidio al college (The Secret Lives of College Freshmen), regia di Tony Dean Smith – film TV (2021)

## Doppiatrici italiane
Nelle versioni in italiano dei suoi lavori, Sarah Grey è stata doppiata da:
- Veronica Puccio in The Order[1], Power Rangers[2], iZombie[3]
- Maria Giulia Ciucci in Legends of Tomorrow,[4] C'era una volta[5]
- Domitilla D'Amico ne Le indagini di Hailey Dean - Una terribile vendetta[6]
- Silvia Barone in Omicidio al college[7]